# Funktion der Vernunft
Der Essay Die Funktion der Vernunft (FV) ist ein zuerst 1929 unter dem Originaltitel The Function of Reason erschienenes Werk des britischen Philosophen und Mathematikers Alfred North Whitehead (1861–1947). Der kurze Text – im Original 72 Seiten – ist aus den Louis Clark Vanuxem Foundation–Vorlesungen entstanden, die Whitehead im März 1929 an der Princeton University gehalten hatte. Er ist der Spätphilosophie Whiteheads zuzurechnen, die ihre volle Ausformulierung in den Schriften Prozess und Realität (Process and Reality) sowie Abenteuer der Ideen gefunden hat. Der Autor knüpft an Überlegungen an, die er an den Anfang von Prozess und Realität gestellt hatte, formuliert seinen wissenschaftstheoretischen Anspruch und ordnet ihn in die Ideengeschichte ein, so dass die Arbeit auch als Einführung in seine Philosophie gelesen werden kann. Der Titel ist zweideutig. Zum einen weist er auf die Wirkungsweise der Vernunft innerhalb eines Zusammenhangs, zum Beispiel bei einem Erkenntnisakt, innerhalb der Gesellschaft oder im Naturgeschehen allgemein hin, zum anderen auf die innere Funktionsweise der Vernunft. In dieser Publikation spricht Whitehead beide Aspekte an. Er erläutert sein wissenschaftstheoretisches Grundverständnis, wonach der Fortschritt, d. h. die Entwicklung von neuen Ideen, auf eine in vernünftigen Grenzen angewandte spekulative Philosophie zurückzuführen ist, während die praktische Vernunft vor allem der Bewahrung des Bestehenden und der Bewältigung des alltäglichen Lebens dient.
Das Werk ist eine tiefgründige Untersuchung der Rolle der Vernunft im menschlichen Leben und im Universum. Die Veröffentlichung erfolgte im selben Jahr wie sein metaphysisches Hauptwerk „Process and Reality“. Dies unterstreicht die enge Verbindung zwischen den in „Die Funktion der Vernunft“ dargelegten Ideen und seiner umfassenden Kosmologie. Das Buch ist eine direkte Auseinandersetzung mit den vorherrschenden reduktionistischen Tendenzen in Wissenschaft und Philosophie seiner Zeit, insbesondere dem logischen Positivismus und Behaviorismus. Diese hatten die Metaphysik und Zweckursachen aus dem wissenschaftlichen Diskurs verbannt. Whitehead hat das Ziel, die Vernunft neu zu definieren und ihre fundamentale Bedeutung für das Leben, die Evolution und die Zivilisation hervorzuheben. Er tut dies, indem er sie als eine organische, zweckgerichtete Kraft darstellt.
Das international übliche Sigel des Werks ist FR.

## Inhalt

### Praktische und theoretische Vernunft
Allgemein befasste sich Whitehead mit der traditionellen philosophischen Frage nach dem „Wesen der Vernunft“, die jeweils im Licht der aktuellen Verhältnisse neu zu überdenken ist. Aufgabe der Vernunft ist es zunächst, „dass sie die Kunst zu leben fördert.“ Diese Aussage enthält bereits Whiteheads Auffassung der Zweckorientierung (Teleologie) in der Natur. Im Weiteren differenzierte er zwischen praktischer und theoretischer Vernunft und symbolisierte diese mit Odysseus, der das unmittelbare Handeln plante sowie nach pragmatischen Problemlösungen suchte, und Platon, dem es um die Vollständigkeit der Einsicht ging.
Ein besonderer Gesichtspunkt der theoretischen Vernunft ist die spekulative Vernunft. Der deutsche Philosoph Michael Hampe spricht von einem naturphilosophischen und einen wissenschaftstheoretischen Aspekt in der Untersuchung der Vernunft durch Whitehead.
Ursprünglich ist die Vernunft pragmatisch ausgerichtet, indem sie hilft, die Anforderungen des praktischen Lebens zu bewältigen und den Zustand des Lebens zu verbessern. Hierin liegt ihr Zweck. Darum ist eine Interpretation der Evolution unzureichend, die biologistisch, kausal auf das Überleben des Tüchtigsten abstellt. Überlebenstüchtigkeit allein ist nicht der Grund des Überlebens.
„Tatsächlich ist alles, was lebt, ja schon allein deshalb nicht besonders überlebenstüchtig. Die Kunst zu überdauern, ist ein Attribut des Toten. Nur anorganische Objekte überdauern wirklich große Zeiträume.“
Die Evolutionstheorie Darwins ist mechanistisch wie die traditionelle Physik. In ihr gibt es keine Kreativität. Sie kann deshalb nicht erklären, wie es zu Fortschritt kommt. Deshalb ist nach einer anderen Erklärung der Wirkmechanismen der Evolution zu fragen.
„Warum hat die Evolution in ihrer Gesamttendenz zur Herausbildung immer höherer Lebensformen geführt? Weder die Tatsache, daß aus irgendwelchen Verteilungen unbelebter Materie lebende Organismen hervorgegangen sind noch der Sachverhalt, daß sich im Lauf der Zeit immer höhere Formen von Organismen herausgebildet haben, lassen sich durch die Begriffe der Anpassung an die Umwelt oder des Kampfs ums Dasein irgendwie erklären. Tatsächlich hat sich im Laufe der Aufwärtsentwicklung mehr und mehr ein entgegengesetztes Verhältnis zur Umwelt ergeben, mathematisch ausgedrückt: die zur Anpassung inverse Relation.“ Während klassische Evolutionstheorien betonen, dass Lebewesen sich ihrer Umwelt anpassen, beschreibt Whitehead, dass höher entwickelte Lebewesen zunehmend die Umwelt ihren eigenen Bedürfnissen anpassen – also eine „zur Anpassung inverse Relation“ eingehen. So bauen z. B. Vögel Nester, Biber errichten Staudämme und Korallen formen Riffe. Der Kampf ums Überleben ist ein Faktor, der in der organischen Welt eine wichtige Rolle spielt, aber für die Erklärung der Evolution nicht hinreichend ist. Hinreichend bedeutet. dass eine Bedingung ausreicht, damit eine Aussage wahr ist. Die Individuen machen sich im Laufe der Evolution ihre jeweilige Umwelt vor allem aufgrund ihrer praktischen Vernunft zunutze. Dies gilt in zunehmendem Maße mit der wachsenden Ausbildung des Bewusstseins. Die Beschränkung der Evolutionstheorie auf mechanische Erklärungen liefert keine Begründung für die Entwicklung immer höherer Stufen des Lebens. Hieraus entwickelt Whitehead seine Position:
„Meine These ist nun, daß sich dieser aktive Angriff auf die Umwelt durch ein dreifaches Bestreben erklärt: erstens, überhaupt zu leben, zweitens, gut zu leben und drittens, noch besser zu leben. Die Kunst zu Leben besteht darin, daß man erstens überhaupt lebt, zweitens auf eine befriedigende Weise lebt und drittens einen noch höheren Grad von Befriedigung erreichen kann.“
Für eine materialistische Weltsicht gibt es keine kohärente (zusammenhängende, schlüssige) Begründung. Die üblichen Argumente beruhen auf einem vordergründigen Schein. Der Mensch handelt in allen seinen Lebensbereichen nach seinen Interessen. „Wir alle fangen als gute Empiristen an. Aber unsere Aufgeschlossenheit für die Erfahrung hält sich in den Grenzen unserer unmittelbaren Interessen;“ Ohne jeden direkten Bezug auf die Debatte stellte sich Whitehead mit dieser Auffassung gegen Max Webers Position, der Wertfreiheit der Sozialwissenschaften, im Werturteilsstreit. „Zwischen den materiellen Bestandteilen eines Organismus sind noch nie Reaktionen beobachtet worden, die irgendwie gegen die physikalischen oder chemischen Gesetze der anorganischen Natur verstoßen. Aber dies ist eine Aussage, die sehr verschieden von der weitergehenden Behauptung ist, daß es keinerlei andere Prinzipien gibt, die bei diesen Vorgängen eine Rolle spielen.“ Das ganze menschliche Leben ist von Zwecken und Absichten (Zweckursachen) bestimmt. Hierfür gibt es überwältigendes „Beweismaterial“. Wie könnte nur aufgrund kausaler Verhältnisse, argumentierte er, ein großes Schiff überhaupt gebaut werden und dann auch noch geplante Ziele in Übersee in einer vorherberechneten Zeit ansteuern.
Whitehead kritisierte wie später der polnische Biologe und Erkenntnistheoretiker Ludwik Fleck oder Thomas S. Kuhn die defensive, positivistische Selbstgenügsamkeit in den Einzelwissenschaften, in denen sich die praktische Vernunft an die Erfahrungen klammert, d. h. auf tatsächliche, sinnlich wahrnehmbare und überprüfbare Befunde besckschränkt wird.
„So mancher Wissenschaftler hat mit viel Geduld und Scharfsinn Experimente konstruiert, deren Zweck die Bestätigung seiner Überzeugung war, daß tierisches Verhalten nicht durch Zwecke gelenkt wird. Und möglicherweise hat er daneben in seiner Freizeit noch Aufsätze geschrieben, in denen der Nachweis geführt wird, daß Menschen sich in nichts von den übrigen Tieren unterscheiden, weshalb ‚Zweck’ ein für die Erklärung ihrer körperlichen Betätigungen (einschließlich seiner eigenen) vollkommen irrelevanter Begriff sein muß. Ich finde, Wissenschaftler, deren Lebenszweck in dem Nachweis besteht, daß sie zwecklose Wesen sind, sind ein hochinteressanter Untersuchungsgegenstand.“
Den Behaviorismus, der das Verhalten von Menschen und Tieren ausschließlich mit naturwissenschaftlichen Methoden erklärt, lehnte Whitehead hier klar ab, wieder, ohne explizit auf die entsprechende Debatte einzugehen. Zu einem späteren Zeitpunkt (1934) kam es zu einer Begegnung mit B.F. Skinner, der dieses kontroverse Gespräch als Anregung für sein Werk Verbal Behavior ansah. Whitehead konstatierte hingegen eine Höherentwicklung der praktischen Vernunft und begründete ihre große Bedeutung auch mit damit verbundenen positiven Emotionen:
„Das urtümliche, tiefsitzende, mit seinen Wurzeln in eine unübersehbare Vergangenheit reichende Gefühl der Befriedigung, das die Betätigung der Vernunft mit sich bringt, wird durch das eindrucksvolle Klarwerden einer Methode verursacht, die einem bei unmittelbar anstehenden praktischen Aufgaben weiterhilft. Die Methode funktioniert, und die Vernunft ist zufriedengestellt. Es besteht kein Interesse, das über den unmittelbaren Anwendungsbereich der Methode hinausreicht – was, genauso genommen, eine zu gemäßigte Aussage ist. Es existiert nämlich ein aktives Interesse, die forschende Neugier innerhalb des Anwendungsbereiches der Methode festzuhalten; und jede Niederlage dieses Interesses löst ein emotionales Widerstreben aus, das die Offenheit gegenüber der Erfahrung zum Verschwinden bringt.“
Theorien haben Whitehead zufolge stets eine „Lebensgeschichte“. Am Anfang der Entdeckung von Neuem steht der Kontrast zum althergebrachten Ansatz, der einen Konflikt auslöst. Wenn die neue Theorie sich durchgesetzt hat, wird sie zur Gewohnheit, zur „Normalwissenschaft“ (Kuhn). Die einstmals neue Methode wird zur dominierenden Herangehensweise, die auch durch Obskuranten verteidigt wird. Der erkenntnistheoretische Kontrast schwindet. „Das deutlichste Zeichen der Abnutzung ist, wenn es bei den Fortschritten, die mit Hilfe der Methode gemacht werden, nicht mehr um inhaltlich strittige Fragen geht. Dann hat sie die letzte Anwendungsphase erreicht, in der es um endlose Streitereien um Nebensachen geht.“
Whiteheads Ausführungen erinnern an die Theorie der erkenntniserweiternden Schlussfolgerung (Abduktion) von Peirce, wenn er schreibt: „Die Geburt einer Methode besteht im Wesentlichen in der Entdeckung eines bestimmten Manövers, eines Kniffs, wie man leben kann.“ (FV 18) Andererseits stellte er die Lebensgeschichte einer Methode in den Zusammenhang von Werden und Vergehen. Methoden, die sich bewährt haben, sind nicht mehr in der Lage, grundlegend Neues zu schaffen, den Fortschritt zu befördern. Es kommt zu einem bloßen Weiterleben und einem Vergehen, wenn neue, alternative Methoden gefunden werden. (FV 19) „Den Höhepunkt ihrer Wirksamkeit erreicht eine Methode dann, wenn sie das Ergreifen neuer Möglichkeiten fördert, ohne sich selbst transzendieren zu müssen.“ (FV 22).
Für Whitehead ist die Kategorie der Zweckursache von entscheidender Bedeutung, da ohne sie menschliches Handeln nicht nachvollziehbar ist:
„Wenn wir uns entschließen können, die Kategorie der Zweckursache zuzulassen, können wir mit ihrer Hilfe die ursprüngliche Funktion der Vernunft widerspruchsfrei definieren: Diese Funktion besteht darin, die Zweckursachen und die Stärke des auf sie gerichteten Strebens zu konstituieren, zu artikulieren und zu kritisieren.“
Als Mathematiker, Physiker und Relativitätstheoretiker war er sich bewusst, dass seine Rede von der Finalursache (Zweckursache) und von der Aufwärtsentwicklung auf der Seite der beobachtbaren Welt keine direkte Grundlage hat. Dennoch zog er die Analogie zwischen Organismen und der anorganischen Welt. Die im Universum beobachtbaren Strukturen zeigen eine Entwicklung zur Abschwächung der Kontraste, zu einer zunehmenden Gleichverteilung der Energie und damit einer zunehmenden Unordnung eines Systems (siehe Entropie). Die Entstehung von Leben und die Entwicklung der Intelligenz stehen dieser physikalischen Grundgegebenheit entgegen. Leben und Bewusstsein bedeuten eine Zunahme der Kontraste und der Ordnung. Es muss danach ein „Gegen-Agens“, eine Gegenkraft zur Kausalität geben, mit der Leben und Bewusstsein erklärt werden können.
„Es hat im materiellen Universum einen geheimnisvollen Impuls gegeben (und vielleicht gibt es ihn immer noch), der zum Anstreben höherer Energieniveaus geführt hat. Die allgemeine Bestätigung dieses Impulses entzieht sich unserer Beobachtung.“ (FV 23)
Whitehead versteht unter dem „geheimnisvollen Impuls“ im materiellen Universum eine grundlegende, schöpferische Tendenz oder einen Drang, der alles Seiende zu immer komplexeren und höheren Formen von Organisation und Erfahrung antreibt. Seiner Ansicht nach ist das Universum kein statisches Gebilde, sondern ein dynamischer Organismus, in dem alle Elemente miteinander verbunden sind und sich in einem kontinuierlichen Entwicklungsprozess befinden.
Die hier offen bleibende Frage nach dem Ursprung dieses ersten Impulses hat Whitehead in Prozess und Realität konkret mit der Theorie der „Urnatur Gottes“ beantwortet. In Funktion der Vernunft kam es ihm nur darauf an, herauszuarbeiten, dass die ausschließlich physikalistische, materialistische Betrachtungsweise zu unbefriedigenden Erklärungen führt. Wenn man hingegen neben der Kausalität auch von einer Finalität im Universum ausgeht, kann man eine Kosmologie entwickeln, die in sich stimmig (kohärent) ist.
„Wenn wir uns entschließen die Kategorie der Zweckursache zuzulassen, können wir mit ihrer Hilfe die ursprüngliche Funktion der Vernunft widerspruchsfrei definieren: Diese Funktion besteht darin, die Zweckursache und die Stärke des auf sie gerichteten Strebens zu konstituieren, zu artikulieren und zu kritisieren.“ (FV 25) oder negativ formuliert: „Man tut gut daran, sich in aller Deutlichkeit klarzumachen, daß die Vernunft ein unerklärliches Phänomen ist, wenn es keine effektiven Zwecksetzungen gibt.“ (FV 25) Whitehead postulierte: „Wer pragmatisch denkt, muss diese Definition akzeptieren.“ (FV 25)
In einem kurzen Nebengedanken kritisierte Whitehead den Dualismus von Körper und Geist bei René Descartes: „Der Doppelaspekt von Aufstieg und Zerfall lässt sich nicht in seine Komponenten zerlegen.“ (FV 28) Er fordert:
„Wenn wir zu einer in Einzelheiten ausgearbeiteten Metaphysik kommen wollen, die uns erklärende Einsichten vermittelt, müssen wir zuerst den Begriff der wertfreien leeren Existenz aufgeben. Diese Art von Leere ist eine Eigenschaft von Abstraktionen und es ist ganz falsch, wenn man sie in den Begriff vom fundamental wirklichen Ding, vom realen Vorgang einzuführen versucht.“ (FV 28)
Gegen die Trennung von Körper und Geist als Substanzen setzte Whitehead den Prozess der Erfahrung, in dem der physische Aspekt ebenso enthalten ist wie der psychische Aspekt. Er sprach von den beiden „Polen“ der Erfahrung. Erleben ist die Grundlage allen Wissens und immer „bipolar“. Je höher eine Struktur entwickelt ist, desto stärker ist der Einfluss des geistigen Pols. Erst ab einem gewissen Grad der Komplexität tritt die Vernunft als zielgerichtetes Streben auf, durch die das psychisch-geistige Streben in eine Ordnung gebracht wird. Ordnung, Bestimmtheit und Klarheit werden erst durch die Vernunft konstituiert und diese bzw. „das Bewusstsein ist kein notwendiger Bestandteil des psychisch-geistigen Erlebens.“ (FV 30)

### Vernunft und Ideengeschichte
Die spekulative Vernunft bezeichnet Whitehead als eine wesentliche Triebfeder des menschlichen Lebens. Sie ist allerdings bei den einzelnen Menschen unterschiedlich ausgeprägt. Es waren vor allem große Denker, die mit ihren Ideen den menschlichen Fortschritt vorangetrieben haben. Darauf beruht eine moralische Verpflichtung, der spekulativen Vernunft den Freiraum zu schaffen, den sie benötigt.
„Es gibt eine ihrer Sache gewisse moralische Intuition, dass die spekulative Einsicht um ihrer selbst willen einer der Grundbestandteile des guten Lebens ist. Auf ihr beruht die leidenschaftliche Forderung nach uneingeschränkter Gedankenfreiheit.“
Praktische und spekulative Vernunft haben einen inneren Zusammenhang.
„Die spekulative Vernunft sammelt diejenigen theoretischen Einsichten an, die in bestimmten kritischen Augenblicken den Übergang zu neuen Methoden ermöglichen.“ Dabei ist sie historischen, gesellschaftlichen Prozessen unterworfen.
„Und die Entdeckungen der praktischen Vernunft schaffen das Rohmaterial, ohne das die spekulative Vernunft nicht weiterkommen kann.“ Die Geschichte der praktischen Vernunft reicht laut Whitehead bis zu den Vorformen tierischen Lebens zurück, diejenige der theoretischen Vernunft schätzte er nur auf etwa 6.000 Jahre, in denen sich das menschliche Denken vom Mythos über die Religion bis hin zu den Wissenschaften entwickelt habe.
„Die entscheidende Entdeckung, der die spekulative Vernunft ihre alles überragende Bedeutung verdankt, haben die Griechen gemacht. Sie haben die Logik und die Mathematik entdeckt und auf diese Weise Methode in die Spekulation gebracht. Der Vernunft stand von diesem Punkt an ein objektives Überprüfungsverfahren zur Verfügung und eine Methode, die zu Fortschritten führen konnte. Sie wurde dadurch aus ihrer ausschließlichen Abhängigkeit von mystischen Visionen und phantasievollen Mutmaßungen befreit und konnte sich nach einer Methode weiterentwickeln, die ihr selbst entstammte. Von nun an produzierte sie nicht mehr vereinzelte Urteile, sondern Systeme – Systeme statt Inspirationen.“
Mathematik und Logik als neue Denkmethoden wirken sich in allen praktischen Lebensbereichen aus, seien es kaufmännische Kalküle, naturwissenschaftliche Berechnungen oder die Argumentationen von Rhetoren. Dies führte über die Renaissance zur „spekulativen Philosophie“ Galileis oder Newtons.
Eine explosionsartige Entwicklung des menschlichen Wissens, die für Whitehead etwa 150 Jahre vor seiner Zeit begann, hat ihre Gründe vor allem in der Verknüpfung von praktischer und theoretischer Vernunft. Von der Überwindung des statischen Denkens im Mittelalter, dem scholastischen „Obskurantismus“ durch Galilei und seine Zeitgenossen bis hin zur Erfindung der Dampfmaschine 1769 durch James Watt verging ein Zeitraum von rund 300 Jahren. Danach setzte eine Entwicklung mit besonderer Dynamik ein, in der zugleich ein grundlegender Gegensatz zwischen Naturwissenschaft und Metaphysik entstand, der auf der Newtonschen Physik beruht, die in Konsequenz zu einem materialistischen Standpunkt führte.
Ein drastisches Beispiel dafür sieht Whitehead in der Unterscheidung von „moral science“ und „natural science“, die an der Universität Cambridge entstand. Er definierte „moral science“ als eine Disziplin, die sich mit den normativen und sozialen Aspekten des menschlichen Lebens befasst. Er unterschied diese von der „natural science“, die sich auf die Erforschung der physischen Natur konzentriert. Diese Unterscheidung wurde an der Universität Cambridge eingeführt, wo der Begriff „moral science“ zur Bezeichnung philosophischer Studien verwendet wurde. Whitehead betrachtete moralische Wissenschaft als untrennbar verbunden mit sozialer Philosophie und der Selbsttranszendenz des Individuums im gesellschaftlichen Kontext. Für ihn war moralisches Bewusstsein eng mit sozialem Bewusstsein verknüpft, da die individuelle Natur aus der Gesellschaft abgeleitet wird und diese wiederum beeinflusst. Seine Auffassung von Moral betonte die Integration von Gefühlen und Werten in einen prozessualen Kontext, wobei moralische Ideale stets in Bezug auf den jeweiligen sozialen und emotionalen Rahmen zu verstehen sind. Whitehead sieht Werte und Moral nicht als starre Regeln, sondern als etwas, das im subjektiven Erleben und in der konkreten Situation entsteht. Die Fähigkeit, um ihrer selbst willen zu denken, ist für ihn Ausdruck einer tiefen, emotional verankerten Intuition, die das Fundament für Freiheit und moralische Verantwortung bildet.
Whitehead versteht Selbsttranszendenz als die Fähigkeit des Individuums, über sich selbst hinauszugehen und neue Möglichkeiten zu erschließen.
„Die Philosophie hat den ihr zustehenden Anspruch auf uneingeschränkte Allgemeinheit aufgegeben; und die Naturwissenschaft hat sich in den eng begrenzten Kreis ihrer Methodik zurückgezogen.“ Whitehead wollte mit seiner Spätphilosophie diese Diskrepanz überwinden.

### Spekulative Vernunft
„Die spekulative Vernunft ist ihrem Wesen nach von methodischen Einschränkungen frei. Ihre Funktion besteht darin, über die eingeschränkten Gründe hinaus zu den allgemeinen Gründen vorzudringen und die Gesamtheit aller Methoden als durch die Natur der Dinge koordiniert zu verstehen - eine Natur der Dinge, die nur durch das Überschreiten aller methodischen Schranken begriffen werden kann. Die beschränkte Intelligenz des Menschen reicht nie aus, um dieses unendliche Ideal jemals wirklich zu erreichen.“
Wegen der Begrenztheit des Menschen kann ihm ein methodisches und kohärentes Vorgehen helfen, seine Erkenntnisse weiterzuentwickeln. Auf diese Weise verliert das spekulative Denken den Charakter des Anarchischen. Gerade hierin sah Whitehead die besondere Leistung des antiken Griechenland.
„Glücklicherweise haben die Griechen die Logik im weitesten Sinne des Wortes erfunden – die Logik des Entdeckens.“ (FV 55) Aus dieser Logik heraus gibt es eine Reihe von Kriterien, mit denen man Meinungen und Überzeugungen daraufhin beurteilen kann, ob sie dem Anspruch einer allgemeinen Erklärung genügen können.
1. Übereinstimmung mit der anschaulichen Erfahrung;
2. Klarheit des gedanklichen Inhalts;
3. innere logische Konsistenz;
4. äußere logische Konsistenz;
5. die Einordnung in ein logisches Schema, das
(a) weitgehend mit der Erfahrung übereinstimmt,
(b) nirgendwo mit ihr in Konflikt gerät,
(c) auf kohärenten Grundbegriffen bzw. Kategorien beruht, und
(d) bestimmte methodologische Konsequenzen hat. (FV 55)
Diese auf den ersten Blick einfache Übersicht zu realisieren, sah Whitehead als schwierig an. Die Probleme beginnen bereits bei den Prämissen, die oftmals viel zu wenig hinterfragt werden, obwohl sie bei genauerem Hinschauen der Erfahrung widersprechen. Auch die Annahme, die Klarheit von Aussagen ließe sich leicht überprüfen, ist trügerisch. Whitehead setzte „ein vollständiges metaphysisches Verstehen des Universums im ganzen“ voraus, um die Klarheit einer Aussage beurteilen zu können. Erfahrungen beruhen zudem immer auf Interpretationen, so dass eine Gegenüberstellung einer Aussage mit einer Erfahrung immer einen Rest Zweifel lässt. Weil die Analyse von Sachverhalten notwendig immer unvollständig und unscharf sein muss, ist auch die innere Konsistenz mit Unklarheiten behaftet. Dies gilt in gleicher Weise für die Gegenüberstellung der in Rede stehenden Theorie mit korrespondierenden Theorien auf anderen Gebieten.
Das fünfte Kriterium spiegelt in den Unterpunkten die ersten vier Anforderungen an eine spekulative Theorie. Damit verlangte Whitehead, alle einzelnen Elemente und Theorien durch die Aufstellung eines übergreifenden Schemas in einen in sich schlüssigen Zusammenhang zu bringen. Nur mit einem einheitlichen Kategorien- und Begriffssystem kann man aus der übergeordneten Perspektive die fehlende innere Logik zwischen einzelnen Theorien und Methoden herausarbeiten. Irreguläre Aussagen, nicht zueinander passende Sachverhalte oder die Entdeckung von Neuem zwingen so zu einer Überprüfung der Erfahrung, einzelner Theorien oder des gesamten allgemeinen Schemas.
„Der fundamentale moralische Anspruch, den die Zivilisation ihren Trägern auferlegt, fordert, dass sie dieses Reservoir potentieller Weiterentwicklungen, von dem sie selbst profitiert haben, weitergeben und vermehren.“
Die Bindung der Spekulation an das Beobachtbare ist für Whitehead eine grundlegende Forderung. Nicht nur formal, methodisch muss sich die spekulative Vernunft bestimmten Regeln unterwerfen. Sie muss auch in ihren Aussagen der Konfrontation mit den beobachteten Tatsachen standhalten. „Der Vorrang des Faktischen vor dem Denken bedeutet, daß es selbst in den kühnsten Aufschwüngen des spekulativen Denkens noch ein gewisses Maß von Wahrheit geben sollte.“ Auch in seinem metaphysischen Hauptwerk Prozess und Realität betont er, dass die spekulative Philosophie an die Erkenntnisse der Naturwissenschaften gebunden ist. „Sie muss sowohl kohärent (in sich geschlossen) als auch adäquat (anwendbar) sein.“ Darüber hinaus ist die spekulative Vernunft in ihrer Kreativität nicht eingeschränkt.
„Es gehört zum Wesen der Spekulation, daß sie über die unmittelbar gegebenen Tatsachen hinausgeht. Ihre Aufgabe ist es, das Denken schöpferisch in die Zukunft wirken zu lassen; und sie erfüllt diese Aufgabe, durch das Erschauen von Ideen, die das Beobachtbare umfassen.“
Whiteheads zunächst spekulative „Erkenntnis, daß im Universum eine Gegentendenz am Werk ist, die den Verfall einer vorhandenen Ordnung in das Entstehen einer neuen Ordnung überführt“ (FV 74), wurde ein halbes Jahrhundert später durch Forschungen der Nichtgleichgewichts-Thermodynamik, über Selbstorganisation und chaotische Dynamik plausibel und empirisch gestützt. Auch seine kritische Einschätzung der Evolutionstheorie und die Deutung der Evolution des Lebens als aktiven und kreativen Prozess findet durch neuere Forschungsergebnisse wesentliche Unterstützung.

## Ausgaben
- The Function of Reason. Princeton University Press 1929. (online) (Reprint: Beacon Press, 1971)
- Die Funktion der Vernunft. Übersetzt und mit einem Nachwort von Eberhard Bubser, Reclam, Stuttgart 1974, ISBN 3-15-009758-4.